# Ninurta-apil-ekur
Ninurta-apil-Ekur was koning van Assyrië van 1192(?) - 1180 v. Chr. Zijn naam wordt geschreven met mdMAŠ-A-é-kur, en betekent "Ninurta is de erfgenaam van de Ekur.
Zijn koninkrijk was aanzienlijk verzwakt door een periode van onderlinge twisten. Zelf overweldigde hij de troon en gaf zichzelf titels als "koning van het heelal" "priester van de goden Enlil en Ninurta.
Voor de chronologie van de Oudheid van het Midden-Oosten is zijn bewind van groot belang omdat het overlapt met zijn Babylonische tijdgenoten Adad-šuma-uṣur en Meli-Šipak. Van zijn regering is niet zo veel bekend behalve dat er een zware aardbeving plaatsvond (ca. 1187) die zware schade veroorzaakte en onder andere de tempel van Ishtar in Assur in puin legde.

## Chronologie
Helaas is er enige onzekerheid over de juiste duur van zijn bewind, omdat de verschillende kopieën van de Assyrische koningslijst elkaar tegenspreken. De Nassouhi-versie die soms als de oudste van de overgeleverde versies beschouwd wordt geeft hem een periode van 13 jaar, maar de andere versies slechts van 3 jaar. Recent werk van de geleerden neigt ernaar de kortere versie als de juiste te zien. In dat geval zou hij maar van 1182 tot 1180 v.Chr. geregeerd hebben en dat betekent dan dat al zijn voorgangers tien jaar opschuiven in de tijd.
Er zijn tot elf mogelijke limmu-hoogwaardigheidbekleders genoemd voor zijn regeringsjaren en een recente publicatie rangschikt ze als volgt:
1. Salmanu-zera-iqiša
2. Liptanu
3. Salmanu-šumu-lešir
4. Erib-Aššur
5. Marduk-aḫa-eriš
6. Pišqiya
7. Aššur-dan I
8. Atamar-den-Aššur
9. Aššur-bel-lite
10. Adad-mušabši

Hij werd opgevolgd door zijn zoon Assur-dan I die als zevende in dit rijtje voorkomt en er is gesuggereerd dat dat eponieme jaar de troonopvolging zou voorstellen omdat het gebruikelijk was het eerste regeringsjaar naar de nieuwe vorst te vernoemen.
Met Ninurta-apal-Ekur komt er een zijtak van de koninklijke familie op de troon. Hij was de zoon van Ilī-padâ, die zijn eigen vader Aššur-iddin, en grootvader, Qibi-Aššur, als grootvizier, of sukkallu rabi’u, van Assyrië en koning van de vazalstaat Ḫanigalbat had opgevolgd.
Zijn grootvader Qibi-Aššur is mogelijk een van drie hoogwaardigheidbekleders die als limmu genoemd worden, de zonen van Šamaš-aḫa-iddina, Ṣilli-Marduk, Ibašši-ili, respectievelijk. De laatste is het wiens naam onmiddellijk volgt op die van Tukulti-Ninurta I. Dit heeft het vermoeden doen rijzen dat Ninurta-apal-Ekur van Adad-nirari I afstamde. Zelfs eist hij echter alleen maar afstamming van Eriba-Adad I op en de eerste twee limmu's worden genoemd onder Salmanasser I, wat beter past in de chronologie.

## Machtsovername
Hij kwam aan de macht nadat zijn voorganger Enlil-kudurri-usur, een zoon van de machtige koning Tukulti-Ninurta I verpletterend verslagen was door de Kassieten-koning Adad-šuma-uṣur. De nederlaag was zo compleet dat zijn eigen mannen Enlil-kudurri-usur uitleverden aan zijn vijand. Babylonische overlopers werden ook uitgeleverd, mogelijk om daarmee vrijgeleide te krijgen.
Terwijl deze gebeurtenissen plaatsvonden ging Ninurta-apal-Ekur naar huis. Hij verzamelde zijn aanzienlijke manschappen en trok op om Libbi-ali (de stad Aššur) te veroveren. De koningslijst voegt toe hij trok op van Karduniaš, greep de troon, hoewel we alleen maar kunnen speculeren over wat hij eigenlijk in Karduniaš (Babylonië) te zoeken had. De Synchronistische Kroniek vervolgt: Maar [...] kwam onverwacht aan, en dus keerde hij om en ging naar huis wat suggereert dat de machtswisseling meer omhanden gehad heeft.
Van Ninurta-apil-Ekur wordt gezegd dat hij over alle mensen van Assyrië gewaakt heeft met vleugels uitgespreid als een adelaar over zijn land. Hij ontving geschenken van Meli-Šipak, die hem paardenspannen en tapijten stuurde volgens een recentelijk in Assur opgegraven tekst.

## Zwarte wolken
De tijd van Ninurta-apil-Ekur valt samen met het begin van een moeilijke tijd, die wel de brandcatastrofe genoemd wordt. Er zijn aanwijzingen dat ook Assyrië hiermee geconfronteerd werd, hoewel het als politieke eenheid wel overeind zou blijven. Dit blijkt uit opgravingen in Tell Sabi Abyad. Er was daar een belangrijk fort aan de westgrens van het rijk, waar zijn vader, de grootvizier Ili-pada en diens van vader Assur-iddin hun bezit hadden gehad. Uit eponiemen op tabletten daar gevonden blijkt dat het fort rond 1180 in de tijd van Ninurta-apil-Ekur verloren ging en in vlammen opging.

## Paleisdecreten
Hij vaardigde negen decreten uit om de gedragingen van de hovelingen te regelen. Zij handelen over de harde discipline van de koninklijke harem. Dit suggereert onzekerheid over de opvolging, hoewel zijn nazaten tot ten minste de achtste eeuw v.Chr. Assyrië zouden regeren. Het eerste decreet regelt hoe een eunuch de harem te benaderen heeft alsmede het gedrag van de concubines. In het tweede dreigt de haremdames met het afsnijden van de keel als zij godslasterlijke taal zouden uitslaan in een ruzie. Het derde bestraft majesteitsschennis. De andere zijn te fragmentarisch om goed gelezen te worden maar er is sprake van vloeken gericht op het koninklijk meubilair. Klein overtredingen werden streng gestraft. Schuldig bevonden vrouwen werd de neus doorboord of zij werden met stokken geslagen.
Een andere tekst legt een geschenk aan zijn dochter Muballita[ṭ-…], de hogepriesteres vast.

## Tijdgenoten
- Adad-šuma-uṣur van Babylonië.[13]

## Stamboom
|  |  |  |  |                     |                     |                     |                     |                      |                      |                      |                      |                       |                       |                       |                       | Adad-nirari I (1)     |                       |             |             |                |                |                |                |                |                |                |                |                    |                    |                    |                    |                    |                    |  |  |  |  |  |  |  |  |
|  |  |  |  |                     |                     |                     |                     |                      |                      |                      |                      |                       |                       |                       |                       |                       |                       |             |             |                |                |                |                |                |                |                |                |                    |                    |                    |                    |                    |                    |  |  |  |  |  |  |  |  |
|  |  |  |  |                     |                     |                     |                     | Salmanasser I(2)     | Salmanasser I(2)     | Salmanasser I(2)     | Salmanasser I(2)     | Salmanasser I(2)      | Salmanasser I(2)      |                       |                       |                       |                       |             |             |                |                | Ibašši-ilī(1)  | Ibašši-ilī(1)  | Ibašši-ilī(1)  | Ibašši-ilī(1)  | Ibašši-ilī(1)  | Ibašši-ilī(1)  |                    |                    |                    |                    |                    |                    |  |  |  |  |  |  |  |  |
|  |  |  |  |                     |                     |                     |                     | Salmanasser I(2)     | Salmanasser I(2)     | Salmanasser I(2)     | Salmanasser I(2)     | Salmanasser I(2)      | Salmanasser I(2)      |                       |                       |                       |                       |             |             |                |                | Ibašši-ilī(1)  | Ibašši-ilī(1)  | Ibašši-ilī(1)  | Ibašši-ilī(1)  | Ibašši-ilī(1)  | Ibašši-ilī(1)  |                    |                    |                    |                    |                    |                    |  |  |  |  |  |  |  |  |
|  |  |  |  |                     |                     |                     |                     |                      |                      |                      |                      |                       |                       |                       |                       |                       |                       |             |             |                |                |                |                |                |                |                |                |                    |                    |                    |                    |                    |                    |  |  |  |  |  |  |  |  |
|  |  |  |  |                     |                     |                     |                     | Tukulti-ninurta I(3) | Tukulti-ninurta I(3) | Tukulti-ninurta I(3) | Tukulti-ninurta I(3) | Tukulti-ninurta I(3)  | Tukulti-ninurta I(3)  |                       |                       |                       |                       |             |             |                |                | Qibbi-aššur(2) | Qibbi-aššur(2) | Qibbi-aššur(2) | Qibbi-aššur(2) | Qibbi-aššur(2) | Qibbi-aššur(2) |                    |                    |                    |                    |                    |                    |  |  |  |  |  |  |  |  |
|  |  |  |  |                     |                     |                     |                     | Tukulti-ninurta I(3) | Tukulti-ninurta I(3) | Tukulti-ninurta I(3) | Tukulti-ninurta I(3) | Tukulti-ninurta I(3)  | Tukulti-ninurta I(3)  |                       |                       |                       |                       |             |             |                |                | Qibbi-aššur(2) | Qibbi-aššur(2) | Qibbi-aššur(2) | Qibbi-aššur(2) | Qibbi-aššur(2) | Qibbi-aššur(2) |                    |                    |                    |                    |                    |                    |  |  |  |  |  |  |  |  |
|  |  |  |  | Assur-nadin-apli(4) | Assur-nadin-apli(4) | Assur-nadin-apli(4) | Assur-nadin-apli(4) | Assur-nadin-apli(4)  | Assur-nadin-apli(4)  |                      |                      | Enlil-kudurri-usur(6) | Enlil-kudurri-usur(6) | Enlil-kudurri-usur(6) | Enlil-kudurri-usur(6) | Enlil-kudurri-usur(6) | Enlil-kudurri-usur(6) |             |             | Aššur-iddin(3) | Aššur-iddin(3) | Aššur-iddin(3) | Aššur-iddin(3) | Aššur-iddin(3) | Aššur-iddin(3) |                |                | Šalmānu-mušabši(4) | Šalmānu-mušabši(4) | Šalmānu-mušabši(4) | Šalmānu-mušabši(4) | Šalmānu-mušabši(4) | Šalmānu-mušabši(4) |  |  |  |  |  |  |  |  |
|  |  |  |  | Assur-nadin-apli(4) | Assur-nadin-apli(4) | Assur-nadin-apli(4) | Assur-nadin-apli(4) | Assur-nadin-apli(4)  | Assur-nadin-apli(4)  |                      |                      | Enlil-kudurri-usur(6) | Enlil-kudurri-usur(6) | Enlil-kudurri-usur(6) | Enlil-kudurri-usur(6) | Enlil-kudurri-usur(6) | Enlil-kudurri-usur(6) |             |             | Aššur-iddin(3) | Aššur-iddin(3) | Aššur-iddin(3) | Aššur-iddin(3) | Aššur-iddin(3) | Aššur-iddin(3) |                |                | Šalmānu-mušabši(4) | Šalmānu-mušabši(4) | Šalmānu-mušabši(4) | Šalmānu-mušabši(4) | Šalmānu-mušabši(4) | Šalmānu-mušabši(4) |  |  |  |  |  |  |  |  |
|  |  |  |  |                     |                     |                     |                     |                      |                      |                      |                      |                       |                       |                       |                       |                       |                       |             |             |                |                |                |                |                |                |                |                |                    |                    |                    |                    |                    |                    |  |  |  |  |  |  |  |  |
|  |  |  |  | Assur-nirari III(5) | Assur-nirari III(5) | Assur-nirari III(5) | Assur-nirari III(5) | Assur-nirari III(5)  | Assur-nirari III(5)  |                      |                      |                       |                       |                       |                       | Ilī-padâ(5)           | Ilī-padâ(5)           | Ilī-padâ(5) | Ilī-padâ(5) | Ilī-padâ(5)    | Ilī-padâ(5)    |                |                | Ninu'ayu       | Ninu'ayu       | Ninu'ayu       | Ninu'ayu       | Ninu'ayu           | Ninu'ayu           |                    |                    |                    |                    |  |  |  |  |  |  |  |  |
|  |  |  |  | Assur-nirari III(5) | Assur-nirari III(5) | Assur-nirari III(5) | Assur-nirari III(5) | Assur-nirari III(5)  | Assur-nirari III(5)  |                      |                      |                       |                       |                       |                       | Ilī-padâ(5)           | Ilī-padâ(5)           | Ilī-padâ(5) | Ilī-padâ(5) | Ilī-padâ(5)    | Ilī-padâ(5)    |                |                | Ninu'ayu       | Ninu'ayu       | Ninu'ayu       | Ninu'ayu       | Ninu'ayu           | Ninu'ayu           |                    |                    |                    |                    |  |  |  |  |  |  |  |  |
|  |  |  |  |                     |                     |                     |                     |                      |                      |                      |                      |                       |                       |                       |                       |                       |                       |             |             |                |                |                |                |                |                |                |                |                    |                    |                    |                    |                    |                    |  |  |  |  |  |  |  |  |
|  |  |  |  |                     |                     |                     |                     |                      |                      |                      |                      | Ninurta-apil-ekur(7)  | Ninurta-apil-ekur(7)  | Ninurta-apil-ekur(7)  | Ninurta-apil-ekur(7)  | Ninurta-apil-ekur(7)  | Ninurta-apil-ekur(7)  |             |             | Mardukia       | Mardukia       | Mardukia       | Mardukia       | Mardukia       | Mardukia       |                |                |                    |                    |                    |                    |                    |                    |  |  |  |  |  |  |  |  |
|  |  |  |  |                     |                     |                     |                     |                      |                      |                      |                      | Ninurta-apil-ekur(7)  | Ninurta-apil-ekur(7)  | Ninurta-apil-ekur(7)  | Ninurta-apil-ekur(7)  | Ninurta-apil-ekur(7)  | Ninurta-apil-ekur(7)  |             |             | Mardukia       | Mardukia       | Mardukia       | Mardukia       | Mardukia       | Mardukia       |                |                |                    |                    |                    |                    |                    |                    |  |  |  |  |  |  |  |  |

 = koning van Assyrië
 = onderkoning van Hanigalbat

## Verwijzingen
1. ↑  Kyle R. Greenwood (2010). A Historical and Contextual Reconstruction of KAH 2.76. Nouvelles Assyriologiques Bréves et Utilitaires (NABU) (2).
2. ↑  A. K. Grayson (2001). .Reallexikon der Assyriologie und Vorderasiatischen Archäologie: Nab – Nuzi. Walter De Gruyter Inc, p. 524.
3. 1 2 3  A. K. Grayson (1972). Assyrian Royal Inscriptions, Volume I. Otto Harrassowitz, Wiesbaden, 139—141.
4. ↑  Nassouhi King List = Assyrian King List A
5. ↑  Jaume Llop (June, 2008). MARV 6, 2 und die Eponymenfolgen des 12. Jahrhunderts. Zeitschrift für Assyriologie und vorderasiatische Archäologie 98 (1): 20–25.
6. 1 2  Assyrian King List, “Ninurta-apil-Ekur, zoon van Ila-Hadda, een afstammeling van Eriba-Adad, ging naar Karduniaš. Hij trok op van Karduniaš, greep de troon en heerste A13/B+C3 jaar.”
7. ↑  Itamar Singer (2006). Ḫattuša-Boğazköy. Gernot Wilhelm, "KBo 28.61-64, and the struggle over the throne of Babylon", 224, 237.
8. 1 2  C.B.F. Walker (May 1982). Assyriological Studies presented to F. R. Kraus on the occasion of his 70th birthday. Netherlands Institute for the Near East, "Babylonian Chronicle 25: A Chronicle of the Kassite and Isin II Dynasties", 398—406.
9. 1 2  Synchronistic Chronicle (ABC 21), tablet B, column 2, lines 5 to 8.
10. ↑  Donald John Wiseman (1965). Assyria and Babylonia, c 1200-1000 BC, Volume 2, Part 31. Cambridge University Press, p. 11.
11. ↑  Eckart Frahm, Inscribed objects. Geraadpleegd op October 2, 2011.
12. ↑  The fortrss of Ili-pada, Middle Assyrian architecture at Tell Sabi Abyad. Peter M.M.G. Akkermans. in "Les Espaces Syro-Mésopotamiens" Brepols Turnhout 2006
13. ↑  (en) Gautschy, Rita  (2014). A reassessment of the absolute chronology of the Egyptian new kingdom and its 'brotherly' countries. Ägypten und Levante / Egypt and the Levant  24: 144

- Dit artikel of een eerdere versie ervan is een (gedeeltelijke) vertaling van het artikel Ninurta-apal-Ekur op de Engelstalige Wikipedia, dat onder de licentie Creative Commons Naamsvermelding/Gelijk delen valt. Zie de bewerkingsgeschiedenis aldaar.